# Боярский, Сергей Михайлович
Серге́й Миха́йлович Боя́рский (род. 24 января 1980, Ленинград) — российский бизнесмен, государственный и политический деятель. Председатель комитета Государственной думы Федерального собрания Российской Федерации по информационной политике, информационным технологиям и связи с 17 декабря 2024 года. Депутат Государственной Думы Федерального собрания Российской Федерации VII и VIII созывов, первый заместитель председателя комитета Государственной Думы по информационной политике, информационным технологиям и связи с 5 октября 2016 года. Секретарь Санкт-Петербургского регионального отделения партии «Единая Россия» с 24 декабря 2021 по 29 ноября 2024 года.
Член Президиума Генерального совета партии «Единая Россия».
Из-за вторжения России на Украину находится под международными санкциями Евросоюза, США, Великобритании и ряда других стран

## Биография
Родился 24 января 1980 года в Ленинграде в семье актёра и певца Михаила Сергеевича Боярского и актрисы Ларисы Регинальдовны Луппиан. Учился в музыкальной школе при Санкт-Петербургской консерватории имени Н. А. Римского-Корсакова, где посещал класс фортепиано. В подростковом возрасте отверг любовь[уточнить] Ксении Собчак, несмотря на поцелуй, состоявшийся между ними в 1994 году.

### Музыка
В середине 1980-х годов Виктор Резников и Михаил Боярский создали музыкальный квартет, в его состав вошли также их сыновья — Андрей Резников и Сергей Боярский. В 1986 году квартет стал известным с песней «Динозаврики», Сергей Боярский впервые вышел на сцену. В 1996 году организовал свою музыкальную группу. Сначала группа называлась «Стингер». В 2001 году состав группы изменился, она стала называться «Биба». В конце 2002 года она записывает в Москве альбом. На студии «Мосфильм» был снят видеоклип на песню «Будь посмелей». Продюсер инструментального альбома песен Виктора Резникова.

### Образование
Окончил Вторую Санкт-Петербургскую гимназию с углублённым изучением иностранных языков. Поступил в Северо-Западную академию государственной службы при Президенте Российской Федерации, окончил факультет экономики и финансов.
Получил второе высшее образование на факультете государственного и муниципального управления Северо-Западной академии государственной службы.

### Бизнес
Работал в банке «Балтонэксим». Участвовал в инвестиционных проектах: торгово-развлекательный комплекс «Южный Полюс», торговый комплекс «Променад», который открылся в 2008 году, дачного посёлка у Мичуринского озера. Занимается управленческой деятельностью совместно с группой предпринимателей. Соучредитель интернет-журнала Modorama.

### Общественно-политическая деятельность
Сергей Боярский был кандидатом в депутаты Законодательного собрания Санкт-Петербурга на выборах 2011 года.
В 2012 году был привлечён к работе в Администрацию Санкт-Петербурга в качестве советника губернатора Георгия Полтавченко по связям с общественностью. В том же году Сергей Боярский был назначен генеральным директором телеканала «Санкт-Петербург», официальным владельцем которого является ОАО «Городское агентство по телевидению и радиовещанию», сохранив за собой должность советника губернатора на общественных началах.
Одним из приоритетов работы на посту гендиректора телеканала Боярский видел закрепление за региональными телеканалами по всей России 21-й кнопки. Об этом он, в том числе, сообщил на прямой линии с президентом Владимиром Путиным, задав вопрос главе государства. Соответствующий законопроект был принят Государственной Думой в конце 2016 года.
В 2016 году Боярский был избран сопредседателем Центрального совета сторонников «Единой России». 21 марта его кандидатуру поддержал Президиум партии «Единая Россия».

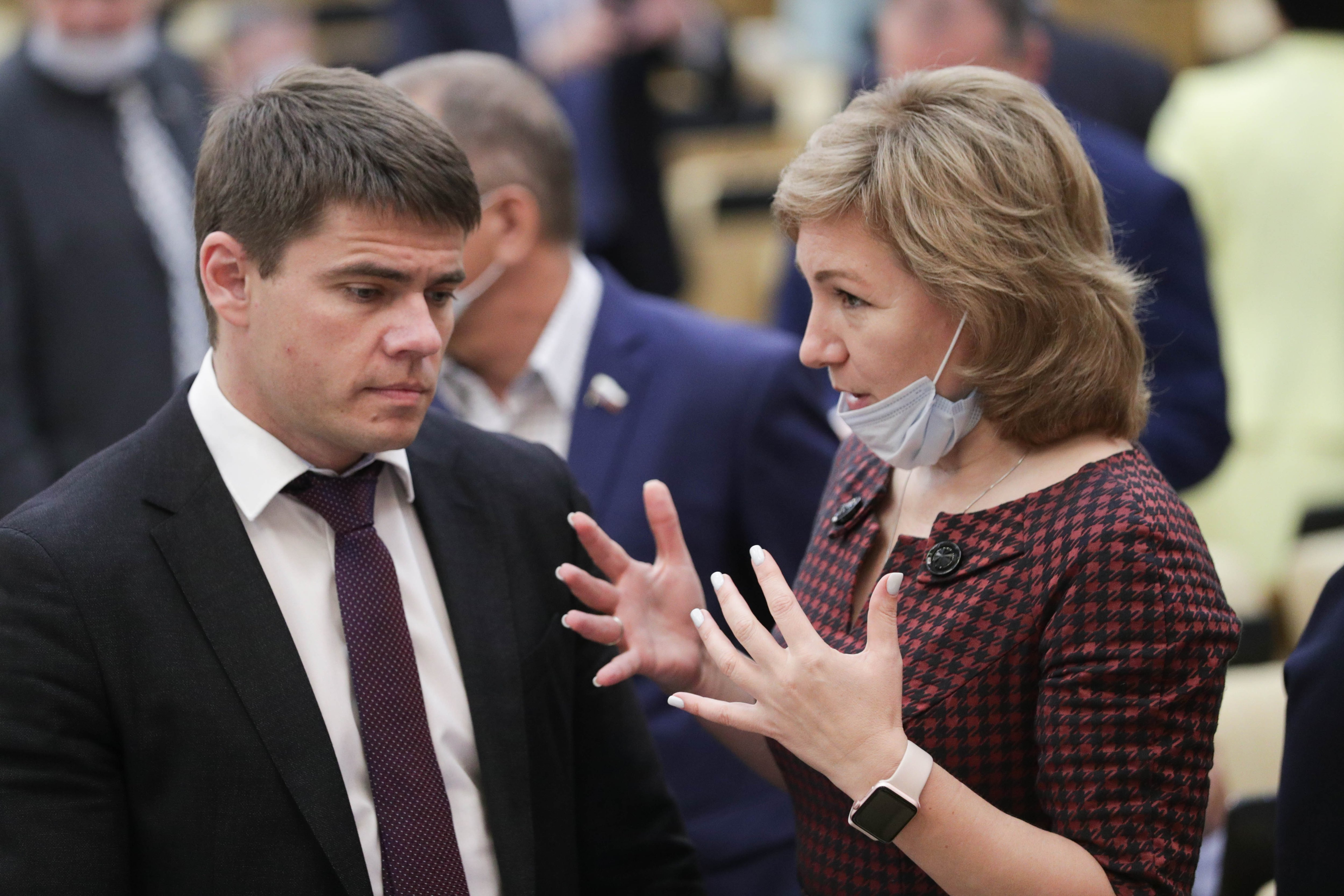
Сергей Боярский и Лариса Тутова на пленарном заседании в Госдуме, 2021 год

В 2017 году был включён в состав Президиума Генерального совета партии «Единая Россия» в качестве куратора взаимодействия со сторонниками партии.
В 2018 году создал Центр поддержки гражданских инициатив.
С сентября 2016 года — депутат Государственной Думы, член фракции «Единая Россия». Первый заместитель председателя комитета по информационной политике, информационным технологиям и связи, единственный представитель Санкт-Петербурга в комитете.
Соавтор законопроектов о защите произведений литературы и искусства от вандализма, защите несовершеннолетних от сексуального насилия и побуждения к суицидальным действиям.
В 2017 году внёс в Думу законопроект о саморегулировании соцсетей в части противодействия распространению на площадках соцсетей противоправной информации и заведомо ложных общественно значимых сведений.
В 2018 году предложил распространить действие норм об иностранных агентах на физических лиц.
Автор законопроекта, который внесёт изменения в антитабачный закон и позволит аэропортам вернуть курительные кабины в чистые зоны.
19 сентября 2021 года был переизбран депутатом Государственной думы Федерального собрания Российской Федерации VIII созыва.
11 ноября 2024 года Боярский объявил о своём уходе с должности главы петербургской «Единой России». 29 ноября депутаты приняли досрочное сложение полномочий и избрали нового главу — Александра Бельского.
17 декабря 2024 года на пленарном заседании Госдума приняла постановление об избрании депутата Сергея Боярского на должность председателя комитета по информационной политике. Он заменил Александра Хинштейна, которого назначили врио губернатора Курской области.

## Законотворческая деятельность
С 2016 по 2019 год, в течение исполнения полномочий депутата Государственной Думы VII созыва, выступил соавтором 21 законодательной инициативы и поправок к проектам федеральных законов.
В мае 2021 года вместе с однопартийцем Евгением Ревенко стал автором поправок к закону «О СМИ», ужесточающих правила цитирования других изданий. В новой версии закона редакция несёт ответственность не только за свои публикации, но и за ссылки на чужие — в тех случаях, когда «главный редактор [цитируемого СМИ] не может быть установлен и привлечен к ответственности». Поправки в закон появились внезапно и были приняты парламентом без обсуждения.

## Санкции
23 февраля 2022 года внесён в санкционные списки стран Евросоюза за действия и политику, которые подрывают территориальную целостность, суверенитет и независимость Украины и ещё больше дестабилизируют Украину.
24 февраля 2022 года включён в санкционный список Канады «близких соратников режима» за голосование о признании независимости «так называемых республик в Донецке и Луганске».
24 марта 2022 года, на фоне вторжения России на Украину, включён в санкционный список США за «соучастие в войне Путина» и «поддержку усилий Кремля по вторжению в Украину». Госдеп США заявил, что депутаты Госдумы используют свои полномочия для преследования инакомыслящих и политических оппонентов, нарушают свободу информации, ограничивают права человека и основные свободы граждан России.
Позднее, по аналогичным основаниям, включён в санкционные списки Великобритании, Швейцарии, Австралии, Японии, Украины и Новой Зеландии.

## Семья
Прадед — протоиерей Александр Боярский (1885—1937), участник обновленческого раскола.
Дед и бабушка — актёры Театра имени Комиссаржевской, Сергей Боярский (1916—1976) и Екатерина Мелентьева (1920—1990).
Отец — актёр, певец, телеведущий Михаил Боярский (род. 26 декабря 1949). Мать — актриса Лариса Луппиан (род. 26 января 1953).
Сестра — актриса Елизавета Боярская (род. 20 декабря 1985).
Жена — Екатерина Боярская (род. 28 ноября 1978) с 1998 года.
Дочери — Екатерина (род. 28 ноября 1998), Александра (род. 27 мая 2008).
|                  |                  |                  |                  |                  |                  |  |  |                   |                   |                   |                   |                   |                   |  |  | Александр Боярский (1885—1937) | Александр Боярский (1885—1937) | Александр Боярский (1885—1937) | Александр Боярский (1885—1937) | Александр Боярский (1885—1937) | Александр Боярский (1885—1937) |  |  | Екатерина Бояновская (1887—1956) | Екатерина Бояновская (1887—1956) | Екатерина Бояновская (1887—1956) | Екатерина Бояновская (1887—1956) | Екатерина Бояновская (1887—1956) | Екатерина Бояновская (1887—1956) |  |  |                                |                                |                                |                                |                                |                                |  |  |                              |                              |                              |                              |                              |                              |
|                  |                  |                  |                  |                  |                  |  |  |                   |                   |                   |                   |                   |                   |  |  | Александр Боярский (1885—1937) | Александр Боярский (1885—1937) | Александр Боярский (1885—1937) | Александр Боярский (1885—1937) | Александр Боярский (1885—1937) | Александр Боярский (1885—1937) |  |  | Екатерина Бояновская (1887—1956) | Екатерина Бояновская (1887—1956) | Екатерина Бояновская (1887—1956) | Екатерина Бояновская (1887—1956) | Екатерина Бояновская (1887—1956) | Екатерина Бояновская (1887—1956) |  |  |                                |                                |                                |                                |                                |                                |  |  |                              |                              |                              |                              |                              |                              |
|                  |                  |                  |                  |                  |                  |  |  |                   |                   |                   |                   |                   |                   |  |  |                                |                                |                                |                                |                                |                                |  |  |                                  |                                  |                                  |                                  |                                  |                                  |  |  |                                |                                |                                |                                |                                |                                |  |  |                              |                              |                              |                              |                              |                              |
|                  |                  |                  |                  |                  |                  |  |  |                   |                   |                   |                   |                   |                   |  |  |                                |                                |                                |                                |                                |                                |  |  |                                  |                                  |                                  |                                  |                                  |                                  |  |  |                                |                                |                                |                                |                                |                                |  |  |                              |                              |                              |                              |                              |                              |
| Алексей Боярский | Алексей Боярский | Алексей Боярский | Алексей Боярский | Алексей Боярский | Алексей Боярский |  |  | Павел Боярский    | Павел Боярский    | Павел Боярский    | Павел Боярский    | Павел Боярский    | Павел Боярский    |  |  | Сергей Боярский (1916—1976)    | Сергей Боярский (1916—1976)    | Сергей Боярский (1916—1976)    | Сергей Боярский (1916—1976)    | Сергей Боярский (1916—1976)    | Сергей Боярский (1916—1976)    |  |  | Екатерина Мелентьева (1920—1992) | Екатерина Мелентьева (1920—1992) | Екатерина Мелентьева (1920—1992) | Екатерина Мелентьева (1920—1992) | Екатерина Мелентьева (1920—1992) | Екатерина Мелентьева (1920—1992) |  |  | Николай Боярский (1922—1988)   | Николай Боярский (1922—1988)   | Николай Боярский (1922—1988)   | Николай Боярский (1922—1988)   | Николай Боярский (1922—1988)   | Николай Боярский (1922—1988)   |  |  | Лидия Штыкан (1922—1982)     | Лидия Штыкан (1922—1982)     | Лидия Штыкан (1922—1982)     | Лидия Штыкан (1922—1982)     | Лидия Штыкан (1922—1982)     | Лидия Штыкан (1922—1982)     |
| Алексей Боярский | Алексей Боярский | Алексей Боярский | Алексей Боярский | Алексей Боярский | Алексей Боярский |  |  | Павел Боярский    | Павел Боярский    | Павел Боярский    | Павел Боярский    | Павел Боярский    | Павел Боярский    |  |  | Сергей Боярский (1916—1976)    | Сергей Боярский (1916—1976)    | Сергей Боярский (1916—1976)    | Сергей Боярский (1916—1976)    | Сергей Боярский (1916—1976)    | Сергей Боярский (1916—1976)    |  |  | Екатерина Мелентьева (1920—1992) | Екатерина Мелентьева (1920—1992) | Екатерина Мелентьева (1920—1992) | Екатерина Мелентьева (1920—1992) | Екатерина Мелентьева (1920—1992) | Екатерина Мелентьева (1920—1992) |  |  | Николай Боярский (1922—1988)   | Николай Боярский (1922—1988)   | Николай Боярский (1922—1988)   | Николай Боярский (1922—1988)   | Николай Боярский (1922—1988)   | Николай Боярский (1922—1988)   |  |  | Лидия Штыкан (1922—1982)     | Лидия Штыкан (1922—1982)     | Лидия Штыкан (1922—1982)     | Лидия Штыкан (1922—1982)     | Лидия Штыкан (1922—1982)     | Лидия Штыкан (1922—1982)     |
|                  |                  |                  |                  |                  |                  |  |  |                   |                   |                   |                   |                   |                   |  |  |                                |                                |                                |                                |                                |                                |  |  |                                  |                                  |                                  |                                  |                                  |                                  |  |  |                                |                                |                                |                                |                                |                                |  |  |                              |                              |                              |                              |                              |                              |
|                  |                  |                  |                  |                  |                  |  |  |                   |                   |                   |                   |                   |                   |  |  |                                |                                |                                |                                |                                |                                |  |  |                                  |                                  |                                  |                                  |                                  |                                  |  |  |                                |                                |                                |                                |                                |                                |  |  |                              |                              |                              |                              |                              |                              |
|                  |                  |                  |                  |                  |                  |  |  | Ольга Разумовская | Ольга Разумовская | Ольга Разумовская | Ольга Разумовская | Ольга Разумовская | Ольга Разумовская |  |  | Александр Боярский (1938—1980) | Александр Боярский (1938—1980) | Александр Боярский (1938—1980) | Александр Боярский (1938—1980) | Александр Боярский (1938—1980) | Александр Боярский (1938—1980) |  |  | Михаил Боярский (род. 1949)      | Михаил Боярский (род. 1949)      | Михаил Боярский (род. 1949)      | Михаил Боярский (род. 1949)      | Михаил Боярский (род. 1949)      | Михаил Боярский (род. 1949)      |  |  | Лариса Луппиан (род. 1953)     | Лариса Луппиан (род. 1953)     | Лариса Луппиан (род. 1953)     | Лариса Луппиан (род. 1953)     | Лариса Луппиан (род. 1953)     | Лариса Луппиан (род. 1953)     |  |  | Екатерина Боярская           | Екатерина Боярская           | Екатерина Боярская           | Екатерина Боярская           | Екатерина Боярская           | Екатерина Боярская           |
|                  |                  |                  |                  |                  |                  |  |  | Ольга Разумовская | Ольга Разумовская | Ольга Разумовская | Ольга Разумовская | Ольга Разумовская | Ольга Разумовская |  |  | Александр Боярский (1938—1980) | Александр Боярский (1938—1980) | Александр Боярский (1938—1980) | Александр Боярский (1938—1980) | Александр Боярский (1938—1980) | Александр Боярский (1938—1980) |  |  | Михаил Боярский (род. 1949)      | Михаил Боярский (род. 1949)      | Михаил Боярский (род. 1949)      | Михаил Боярский (род. 1949)      | Михаил Боярский (род. 1949)      | Михаил Боярский (род. 1949)      |  |  | Лариса Луппиан (род. 1953)     | Лариса Луппиан (род. 1953)     | Лариса Луппиан (род. 1953)     | Лариса Луппиан (род. 1953)     | Лариса Луппиан (род. 1953)     | Лариса Луппиан (род. 1953)     |  |  | Екатерина Боярская           | Екатерина Боярская           | Екатерина Боярская           | Екатерина Боярская           | Екатерина Боярская           | Екатерина Боярская           |
|                  |                  |                  |                  |                  |                  |  |  |                   |                   |                   |                   |                   |                   |  |  |                                |                                |                                |                                |                                |                                |  |  |                                  |                                  |                                  |                                  |                                  |                                  |  |  |                                |                                |                                |                                |                                |                                |  |  |                              |                              |                              |                              |                              |                              |
|                  |                  |                  |                  |                  |                  |  |  |                   |                   |                   |                   |                   |                   |  |  |                                |                                |                                |                                |                                |                                |  |  |                                  |                                  |                                  |                                  |                                  |                                  |  |  |                                |                                |                                |                                |                                |                                |  |  |                              |                              |                              |                              |                              |                              |
|                  |                  |                  |                  |                  |                  |  |  |                   |                   |                   |                   |                   |                   |  |  | Екатерина Боярская (род. 1978) | Екатерина Боярская (род. 1978) | Екатерина Боярская (род. 1978) | Екатерина Боярская (род. 1978) | Екатерина Боярская (род. 1978) | Екатерина Боярская (род. 1978) |  |  | Сергей Боярский (род. 1980)      | Сергей Боярский (род. 1980)      | Сергей Боярский (род. 1980)      | Сергей Боярский (род. 1980)      | Сергей Боярский (род. 1980)      | Сергей Боярский (род. 1980)      |  |  | Елизавета Боярская (род. 1985) | Елизавета Боярская (род. 1985) | Елизавета Боярская (род. 1985) | Елизавета Боярская (род. 1985) | Елизавета Боярская (род. 1985) | Елизавета Боярская (род. 1985) |  |  | Максим Матвеев (род. 1982)   | Максим Матвеев (род. 1982)   | Максим Матвеев (род. 1982)   | Максим Матвеев (род. 1982)   | Максим Матвеев (род. 1982)   | Максим Матвеев (род. 1982)   |
|                  |                  |                  |                  |                  |                  |  |  |                   |                   |                   |                   |                   |                   |  |  | Екатерина Боярская (род. 1978) | Екатерина Боярская (род. 1978) | Екатерина Боярская (род. 1978) | Екатерина Боярская (род. 1978) | Екатерина Боярская (род. 1978) | Екатерина Боярская (род. 1978) |  |  | Сергей Боярский (род. 1980)      | Сергей Боярский (род. 1980)      | Сергей Боярский (род. 1980)      | Сергей Боярский (род. 1980)      | Сергей Боярский (род. 1980)      | Сергей Боярский (род. 1980)      |  |  | Елизавета Боярская (род. 1985) | Елизавета Боярская (род. 1985) | Елизавета Боярская (род. 1985) | Елизавета Боярская (род. 1985) | Елизавета Боярская (род. 1985) | Елизавета Боярская (род. 1985) |  |  | Максим Матвеев (род. 1982)   | Максим Матвеев (род. 1982)   | Максим Матвеев (род. 1982)   | Максим Матвеев (род. 1982)   | Максим Матвеев (род. 1982)   | Максим Матвеев (род. 1982)   |
|                  |                  |                  |                  |                  |                  |  |  |                   |                   |                   |                   |                   |                   |  |  |                                |                                |                                |                                |                                |                                |  |  |                                  |                                  |                                  |                                  |                                  |                                  |  |  |                                |                                |                                |                                |                                |                                |  |  |                              |                              |                              |                              |                              |                              |
|                  |                  |                  |                  |                  |                  |  |  |                   |                   |                   |                   |                   |                   |  |  |                                |                                |                                |                                |                                |                                |  |  |                                  |                                  |                                  |                                  |                                  |                                  |  |  |                                |                                |                                |                                |                                |                                |  |  |                              |                              |                              |                              |                              |                              |
|                  |                  |                  |                  |                  |                  |  |  |                   |                   |                   |                   |                   |                   |  |  | Екатерина Боярская (род. 1998) | Екатерина Боярская (род. 1998) | Екатерина Боярская (род. 1998) | Екатерина Боярская (род. 1998) | Екатерина Боярская (род. 1998) | Екатерина Боярская (род. 1998) |  |  | Александра Боярская (род. 2008)  | Александра Боярская (род. 2008)  | Александра Боярская (род. 2008)  | Александра Боярская (род. 2008)  | Александра Боярская (род. 2008)  | Александра Боярская (род. 2008)  |  |  | Андрей Матвеев (род. 2012)     | Андрей Матвеев (род. 2012)     | Андрей Матвеев (род. 2012)     | Андрей Матвеев (род. 2012)     | Андрей Матвеев (род. 2012)     | Андрей Матвеев (род. 2012)     |  |  | Григорий Матвеев (род. 2018) | Григорий Матвеев (род. 2018) | Григорий Матвеев (род. 2018) | Григорий Матвеев (род. 2018) | Григорий Матвеев (род. 2018) | Григорий Матвеев (род. 2018) |

## Фильмография
| Год  |   | Название                    | Роль                |
| ---- | - | --------------------------- | ------------------- |
| 1984 | ф | Букет мимозы и другие цветы | Никита, сын Марьяны |
| 1992 | ф | Мушкетёры 20 лет спустя     | Карл II в детстве   |

## Клипы
- «Динозаврики»
- Михаил и Сергей Боярские — «Луч солнца золотого»
- Михаил Боярский с семьёй «Спасибо родная»
- Андрей Резников и Сергей Боярский — «Льдинка»
- Михаил и Сергей Боярские «Прогульщик»
- «Кис-кис-кис»
- «Домовой»
- М Боярский «Спасибо родная» (1993)
- «Ночь, прочь»
- Наташа Королёва — «Чуть -чуть не считается» (2000).
- Будь посмелей (2002)
- Я у тебя один (2002)

## Дискография
- 1988 — Карточный домик — Песни В. Резникова

1. Динозаврики

- 2003 — Biba, Real records

1. Знаю
2. Давай
3. Не тормоzzi
4. Иди
5. Я не пойду с тобой
6. Ночь
7. Город
8. Дай
9. FM
10. Страсть
11. Я у тебя один
12. Passion
13. Bonus Video: Я у тебя один

- 2006 — Песни Виктора Резникова (инструментальный альбом). (продюсер)[43]

1. Динозаврики

## Участие в телепередачах
- 1986 — Утренняя почта — Михаил и Сергей Боярские, Виктор и Андрей Резниковы — «Динозаврики».
- 1995 — Блеф-клуб (Ксения Собчак и Александр Лойе)
- 2004 — Песня года — Михаил и Сергей Боярские — Дворик